# Club Quilmes (Tres Arroyos)
El Club Quilmes es una entidad deportiva de la ciudad de Tres Arroyos, Provincia de Buenos Aires, República Argentina. Se fundó el 1 de agosto de  1929.
Participó en fútbol de los Torneos del Interior en las décadas del 80 y 90, correspondientes a la tercera división del fútbol argentino y a fines de los 90 en el Torneo Argentino B.
Además se ha destacado en automovilismo, siendo el organizador de La Vuelta de Tres Arroyos correspondiente al Turismo Carretera entre los años 1951 y 1967 y más recientemente del Rally de Tres Arroyos. Otros deportes destacados en el club son el básquet, donde juega el Torneo Provincial y Pesca.
El club posee un complejo polideportivo, sitio donde desarrolla su actividad deportiva.

## Cronología
- 1929: Apenas iniciado el club se realiza una colecta entre los asambleístas reuniéndose la suma de $6,50m/n para los primeros gastos.

- 1929 – 1944: Los sobresaltos económicos son el común denominador de los primeros años de vida, pero también es de resaltar la constancia, el fervor y las ansias de seguir practicando el deporte de sus amores para explicar la supervivencia.

- 1945: Tras un esfuerzo encomiable y mancomunado de dirigentes, asociados y allegados se logra convertir en realidad el sueño del campo de deportes propio. El 25 de agosto de este año como decisión de la asamblea extraordinaria el club cambia de nombre. Deja de ser Quilmas Football Club y adopta el actual Club Quilmes.

- 1949: Primer logro grande del fútbol. Se obtiene de manera brillante el título de Primera División. Este año quedó grabado a fuego en los anales del club, ya que también se logran los campeonatos de Segunda y Tercera División y en quinta se obtiene el subcampeonato.

- 1950: A partir de este año se incursiona en el automovilismo, organizando, en principio carreras en pista, hasta que en 1951 se lanza en forma decidida a los espectáculos de mayor jerarquía con la realización de pruebas del Turismo Carretera con un éxito tal que ni el más optimista de sus dirigentes hubiera previsto. Estos eventos se prolongaron durante 17 años consecutivos.

- 1953: Otro hito en la historia del club. Con lo recaudado en una cena el 11 de junio se compra el predio de avenida Moreno 912.

- 1958: Se construye el actual salón comedor.

- 1960: Se da comienzo a la construcción de la actual sede social.

- 1969: Se incorpora como disciplina en el club la práctica de hockey sobre patines y se reintenta con el básquet, ya que hubo un intento fracasado en los años 40.

- 1973: Quilmes es campeón argentino de hockey sobre patines tras vencer en la final a Unión Estudiantil.

- 1977: Se adquieren 6 hectáreas en Avenida Moreno 2000 y se comienza a proyectar el complejo polideportivo de Quilmes.

- 1980: El Básquet inscribe su nombre por primera vez como Campeón Oficial, marcando además un hito en la historia del básquet de Tres Arroyos ya que Quilmes es el primer equipo en la ciudad en contratar un jugador extranjero.

- 1982: Se inaugura la cancha de bochas en el complejo al aire libre.

- 1983: Se inaugura la cancha de fútbol en el complejo polideportivo. Quilmes vuelve a ganar el oficial de Básquet.

- 1987: Quilmes logra el Campeonato Oficial de Primera División de Fútbol.

- 1992: Repite por tercera vez el logro de Campeón oficial de fútbol. Se organiza

Una fecha por el campeonato argentino de safari en Claromecó.
- 1993: En el complejo se inauguran dos canchas de tenis.

- 1997: Logra el Campeonato Oficial de Primera División de Fútbol.

- 1999: Comienzan a organizarse las 8 h de pesca.

- 2000: Con singular éxito se vuelve incursionar en la organización de carreras de autos, en esta oportunidad se trata de autos antiguos y la carrera es de regularidad. Gana el Oficial de Básquet y se encamina al Tricampeonato ya que también lo gana en 2001 y 2002.

- 2004: Se logra recubrir con membrana el techo del gimnasio.

- 2007: Se remodela el estadio de básquet y se coloca el piso de parquet.

- 2008: En el mes de octubre se realiza la fecha del rally provincial, premio “José Abel del Vecchio”

- 2012: Después de mucho tiempo se logra un torneo de fútbol.

## Situación Jurídica
Fue fundado el 1º de agosto de 1929 y tiene personería jurídica desde el 29 de abril de 1949 por el decreto n.º 5551. Ha reformado sus estatutos y han sido aprobados por el ministerio de Gobierno de la Provincia de Buenos Aires con fecha de 27 de febrero de 1963. Es entidad de bien público inscripta en el registro de entidades de bien público bajo el n.º 1611, a los 7 días de abril de febrero de 1963.

## Primera Comisión Directiva
- Presidente: Santos Palavecino
- Vicepresidente: Primo Rodera
- Secretario: José Lorenzi
- Prosecretario: Luis Desperés
- Tesorero: Manuel Rodera
- Pro tesorero: Evaristo Pérez
- Vocales Titulares: Manuel Ferrero, Santiago Grosso, Julián Lannevere, Juan Mendaña, Laurentino Costoyas, Ramón Aljan, Félix Prada.
- Vocales Suplentes: Bonifacio Rodera, Rufino Ochoa, José Costoyas, Ángel Ferrero, Gabriel Nougue.
- Revisores de cuentas: Juan Llamas, Hernán Grosso, Delfor Renaud.

Otros nombres de personas que contribuyeron mucho al crecimiento del club fueron: Aureliano Arenas, Manuel Arenas, José Desperes, Ramón González, Valentín Mendaña, Ricardo Sanzon, Ángel Lara, José Llamas, Manuel Costoyas.

## Historia en fútbol
El club nació para intervenir en este deporte y a lo largo de 79 años Quilmes ganó 4 campeonatos oficiales.
- Simplemente Juancho

Así con ese apodo solamente, se lo conoció y se lo recuerda aun a pesar de los años transcurridos, a uno de los mejores jugadores de fútbol que parió la ciudad de Tres Arroyos. Se dice que los chicos cuando nacen vienen con un pan bajo el brazo, pero juancho trajo una pelota, con la que gambeteo al fútbol tresarroyense a lo largo de casi 30 años. Fue un iluminado para el fútbol, jugador de toda la cancha y en todos los puestos, exquisito, un caballero dentro y fuera del campo de juego. Fue un artífice y conductor del gran equipo campeón de 1949. No solamente los quilmeños disfrutaron de su talento, ya que por veinte ininterrumpidos años y sin faltar a un solo partido paseo su maestría y juego leal en la selección de la liga tresarroyense de fútbol. La llama de su fútbol no se apago en el ocaso ya que revivió pocos años después de su retiro en los pies de Mario, su hijo, y perduró por otros casi 20 años de fútbol quilmeño. Terminada su larga trayectoria futbolística siguió ligado a su querido club como dirigente sereno y responsable. Por esas raras e inexplicables cosas del destino no tuvo la oportunidad de llegar al fútbol grande, el profesional, seguramente dios así no lo quiso, para no privar a los quilmeños de contemplar su estrella futbolera. Había nacido en 1916, se fue a los 70 años en 1986 con una pelota abajo del brazo, su nombre Juan Pedro Hobiague.
- 55 años no es nada

En 1949 el cervecero ganó el primer oficial. Las estadísticas dicen que quilmas ganó 15 de 18 partidos convirtiendo 73 goles y utilizando 15 jugadores en todo el certamen.
- Bobby: dos décadas y 3 títulos

Gustavo Delmiro Coronel, fue hasta hace unos años el mayor referente futbolístico de la institución.
Jugó en primera división interrumpidamente desde su debut frente a Cascallares en 1983.
Logró con la camiseta albirroja 3 títulos: en 1987, 1992 y 1997.
- De la cantera quilmeña a la portada de la revista El Gráfico

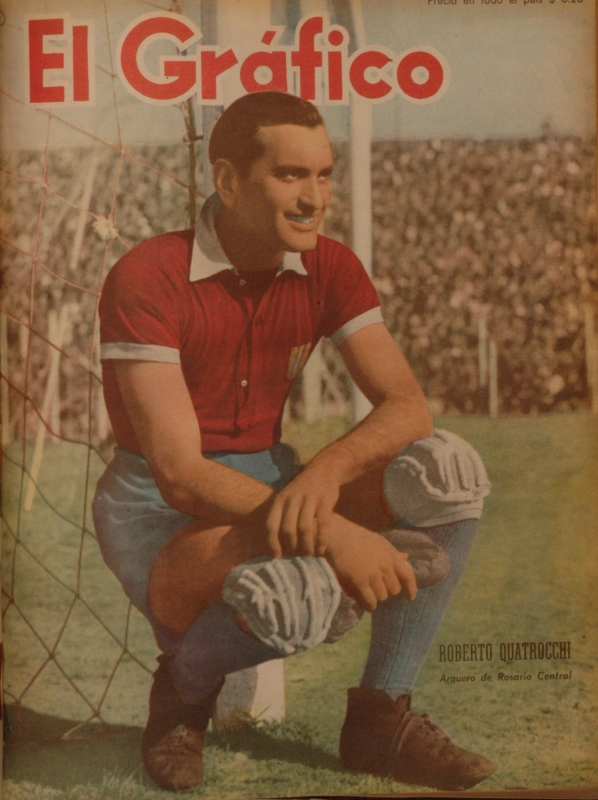
Quattrocchi en la tapa de El Gráfico.

Roberto Quattrocchi, hijo de Renzo Quattrocchi y Aurelia Landi, vivió su infancia en el barrio ubicado entre las calles 25 de mayo y León, cuyos terrenos vieron desplegar su entusiasmo con los juegos de su edad, como así también el fútbol, que luego lo vería deportivamente en pleno desarrollo y elasticidad, con la audacia de contener los disparos o jugadas rivales, defendiendo como “guardameta” el arco de su querido Club Quilmes. La introducción sirve para homenajear a este elástico arquero que jugó en Quilmes en la década del 30 y llegó a equipos tales como Racing Club, Rosario Central y Liverpool de Uruguay, culminando su carrera nuevamente en Rosario Central, donde los dos últimos años los jugó sin cobrar por hacerlo.
El Día viernes 14 de marzo de 1947 aprecio el número 1444 de la revista el Gráfico, teniendo como portada la figura nada más ni nada menos que la de Roberto Quattrocchi en ese momento arquero de Rosario Central.
Es entonces con orgullo que los Quilmeños nos permitimos decir: “de la cantera cervecera a la tapa del El Gráfico”.
- Marcelo "Cacarito" Vázquez

Es, sin dudas, Cacarito, un símbolo actual de nuestro club. Marcelo nos regalo su talento desde el mismo momento que piso la cancha. Vino de la ciudad de Mar del Plata con 12 años y rápidamente se destacó en las inferiores del club. En el año 1986, cuando Quilmes, representó a nuestra liga por primera vez en un torneo del interior, debutó en la primera división.
Más tarde, no tuvo continuidad hasta que definitivamente desde 1990 comenzó a ser el Cacarito que logró arrancar ese grito de las gargantas Quilmeñas: Ca – ca – ri –to, Ca – ca – ri – to, para coronar con las vueltas olímpicas de 1992 y más acá en el tiempo 1997. Por esas cosas del destino.
- Pingüino Arias

Jugó en el club desde 1979, viniendo de las divisiones formativas. Fue campeón en 1987 y dejó de jugar en 1989. Derrocho calidad y categoría y le sobro personalidad para lucir el brazalete de capitán en la recordada campaña con la vuelta olímpica en 1987.
- Jorge González

Jorge González jugó en Quilmes alrededor de 15 años, llegó al club de manera fortuita ya que según cuenta cuando vino a probarse eran tantos los que se probaban que no alcano a ficharse. Entonces… si no lo ficharon, ¿Cómo empezó a jugar en Quilmes?
Un día había un partido de los médicos contra la tercera de Quilmes, faltaba uno y me dijo el Dr. Montan: “pibe ¿vos jugás?, ¿tenés club?” no, le dijo. Terminó ese partido y el Dr. Ya le pidió una foto y en pocos días era jugador fichado para Quilmes. Cuando empezó el año 1987, los dirigentes llevaron muchos jugadores, pero cambio la mentalidad en cuanto a los entrenamientos, se empezó a hacer más físico, y el técnico (Hector Edgardo García) era un hombre poco conocido pero excelente persona y supo llevarlos al campeonato. Se logró armar un gran grupo y se ganó el campeonato de manera brillante.
- Sergio Amestoy

Sergio es otro producto genuino de raíces cerveceras. Jugó en divisiones menores y ocupó el arco en las campañas que terminaron con vueltas olímpicas en 1987 y 1992.
- El “Negro” Álvarez

Fue el “Negro” Álvarez, un personaje caro a los sentimientos del Club Quilmes. Su pasión fue el fútbol. De joven y junto a su único hermano, Ramón, fue defensor del club.
Pronto abandono su faceta de jugador y por otro carril, pasaría a desarrollar su rica personalidad. Hizo de la vocación de servicio su culto de vida, ya sea desde el viejo pabellón “Gregorio Araoz Alfaro” o en su deambular diario, asistiendo y recuperando enfermos. También en su querido club Quilmes, desplegó su vocación. Fue técnico, preparador físico, masajista, utilero, zapatero, lavandero de uno y mil equipos quilmeños. En innumerables fotografías de la época se lo distingue con la “M” de masajista en la parte delantera de su buzo y con el característico botiquín de madera con la leyenda “Club Quilmes”. No hizo distinciones y a todas las actividades que emprendió le ponía el mismo entusiasmo y fervor. Fue también fiel colaborador durante las décadas de los equipos de las Liga Regional Tresarroyense de fútbol. Por sus manos untadas de aceite verde, desfilaron las piernas de los mejores jugadores del momento. Como ya se dijo el fútbol fue su pasión, pero como no podía ser de otra manera para alguno de su espíritu a otros deportes quilmeños como el básquet y el jockey sobre patines extendió sabiduría, colaboración y entender. A su eterna vinculación con el club, hay que sumarle su dilatada labor dirigencial. Si a lo largo de estos 75 años el fútbol del club Quilmes tiene que tener un nombre, ese nombre es Héctor Bartolomé Álvarez.
- El día que Quilmes grito un gol cada 4 minutos

El recorte del diario fue ampliado y plastificado y ocupa un lugar preponderante en la pared de la secretaria del club. La nota se titula “Con un resultado récord quedó clasificado Quilmes”. La tarde del 22 de septiembre de 1973 Quilmes derrotó a Juan e barra por un concluyente e histórico 19 a 2. Esa tarde Quilmes festejo un gol cada 4 minutos y 44 segundos.

## Presidentes
| * Santos Palavecino       | 1929/1930       |
| ------------------------- | --------------- |
| * Primo Rodera            | 1931/1932       |
| * Ramón Aljan             | 1933/1934       |
| * Aureliano Arenas        | 1935            |
| * Santiago Grosso         | 1936            |
| * Felipe Expósito         | 1937/1938       |
| * Nicolás Sigismonti      | 1939/1941       |
| * Manuel Martínez cantera | 1942/1943       |
| * Santiago Grosso         | 1944/1946       |
| * Heliodoro Carrera       | 1947/1948       |
| * José Abel del Vecchio   | 1949/1958       |
| * Manuel Arenas           | 1959/1963       |
| * Orfeo Félix Fontán      | 1964/1979       |
| * José Luís Murillas      | 1980/1981       |
| * José Pérez              | 1982            |
| * Orfel Félix Fontan      | 1983/2001       |
| * Osvaldo Arenas          | 2002/2008       |
| * Jorge Rodera            | 2002/2015       |
| * Guillermo Perticarari   | 2015/2018       |
| * Fernando Iriarte        | 2019/actualidad |

## Instalaciones
El club cuenta con cómodas instalaciones, el edificio social y gimnasio, se encuentra en Av. Moreno 912. Con el avance del tiempo, los dirigentes fueron intentando encontrar nuevos espacios donde desarrollar actividades, se intentó con la compra de 8 hectáreas en la Avda. Moreno y junto al puente sobre la margen izquierda del Arroyo del medio, comenzando un trabajo de arbolado periférico que no dio sus frutos. Paralelamente, en septiembre de 1977, apareció a la venta la propiedad ubicada casi en frente, perteneciente al SR. Oscar Hernández y que contaba con un parquizado y arbolado, además de edificación y otras mejoras. El momento económico no era el ideal, pero el entusiasmo de algunos, la visión de otros y el esfuerzo de todos hizo posible la compra de la propiedad. El 5 de octubre de 1977 se festejó este paso importantísimo en la vida del club. Hoy, a la distancia de aquel hecho, podemos reflexionar que haya sido un vaticinio que un 5 de octubre (día del camino) se realizará la bendición del “Complejo Polideportivo” del Club Quilmes. El camino del club fue crecer y crecer. La ansiada cancha de bochas, para retomar esa actividad, una cancha que se logró con el empuje de un grupo que la inauguró al aire libre, primero y luego con el entusiasmo lógico del uso, hacer el esfuerzo necesario para techarla, cerrarla y construir la otra cancha para desembocar en el coqueto escenario de bochas que hoy disfrutamos los quilmeños. El camino seguía siendo crecer y crecer. La cancha de fútbol que se inauguró en 1983 con una tribuna que se colmó de papelitos y banderas para festejar los torneos oficiales del 87, 92 y 97. Y el camino se siguió andando y hubo brazos fuertes y manos hábiles para intentar con toro deporte que tuvo furor y apogeo y luego se apago como el paddle, pero la obra quedó y allí, en medio de una frondosa arboleda están las canchas esperando por sus jugadores. Y hablando de frondosa arboleda, allí en el corazón del Complejo, se erigen los fogones para beneplácito de los socios. Y como si fuera poco, en 1993 se construye una cancha de tenis que luego serían 2 y que en la actualidad cuentan con iluminación y una actividad que día a día crece. También para destacar los juegos infantiles para los más pequeños, la confitería para que nada falte al asociado que lo visita. Sobre fines del milenio pasado se adquirieron 6 hectáreas, linderas con las ya conocidas, por lo que el club cuenta con 12 hectáreas para seguir proyectando el futuro. Si citamos cosas importantes dentro del complejo no podemos obviar el rincón que se eligió para dejar asentado cada paso de la historia y que se llama “el solar de los recuerdos”. El mismo ocupa la pared trasera externa de las canchas de bochas y allí se registran mediante placas los momentos y los hombres históricos de la vida del club. La escuela de fútbol infantil se encuentra en Sarratea 50.

## Palmarés
- Liga Regional Tresarroyense de Fútbol (5): 1949, 1987, 1992, 1997, 2017.

- Torneo Preparación (1): 1962

## Otras Disciplinas

### Básquet
Esta disciplina se practicó esporádicamente en los comienzos de la institución en el año 44 no teniendo el éxito buscado. No obstante el fracaso por no arraigarla dentro del club se insistió nuevamente, ya con el gimnasio construido en 1968, lográndose la continuidad buscada hasta 1973, donde nuevamente se produce un impasse hasta que desde 1976 y hasta nuestro días logra encontrar un lugar preponderante en la ciudad logrando títulos en 1980, y un tricampeonato en los años 2000, 2001 y 2002 los jugadores que lograron este tricampeonato fueron: Tucu Barrionuevo, lolo Ongarini, Luis Aramberri, Javier "Murga" Ezcur, Dario Frapiccini, Guillermo Quiroga, Gringo Pellegrini, Valentín Balbuena, Pablo Fernández, y los juveniles Javier Fernández, Gerardo Guzmán, Federico Ochandio, Marcelo Righetti, Matias Ielmini, Ezequiel Perrone y Alexis Larocca, más allá de distintos torneos organizados por los clubes y la asociación que elevan a un total de 17 los logros obtenidos.
- El primer Americano

Dicen que sobre fines de la década del 70 y principios de los 80 los clubes locales organizaban partidos amistosos contra equipos más poderosos que los de la asociación tresarroyense y se emparejaba ya que se contrataban jugadores que actuaban de refuerzos. En una oportunidad jugó en Quilmes, Estudiantes de Bahía Blanca a quien le sobraba un jugador extranjero ya que superaba el cupo.
Quiso el destino que ese jugador que le sobraba a Estudiantes se convirtiera casi sin pensarse en el primer americano fichado en la asociación Tresarroyense de Básquet y fue fichado precisamente para Quilmes.
Dicen los memoriosos que en poco más de 72 horas se organizó una cena y se juntarón 250 personas, (gracias a un grupo de madres que trabajaron mucho) y de esa manera el señor Gregory Lee Humphrey empezaba a meterse en los corazones rojiblancos.
El jugador más destacado fue Sergio Hali Sapag, integró el plantel campeón del 80, marcando a fuego una época del Básquet de la Ciudad de Tres Arroyos por la presencia de los jugadores americanos. Desde entonces se convirtió en uno de los símbolos del club.
Sergio jugó en Quilmes desde los 13 años retirándose a los 36.
Durante ese tiempo fue campeón en 11 de los 17 títulos conquistados por Quilmes.

### Hockey
En marzo de 1974 Quilmes toma a su cargo la organización de la copa Nacional de Campeones versión 1973 que reúne a los equipos de Unión Estudiantil de San Juan, Concepción Patín Club, Andes Talleres de Mendoza, Racing y Quilmes, campeón de la federación Marplatense. Es en ese campeonato que nuestros muchachos logran la mayor satisfacción que un deporte colectivo haya otorgado al club. El 30 de marzo supera por 3 a 2 en la final a Unión Estudiantil y se Consagra Campeón Argentino. Integraban aquel glorioso equipo que además ganara el campeonato de manera invicta los siguientes jugadores: M. Balbi, R. Carrín, R. de Isusi, J. Recari, J. de Isusi, M. Carrera, R. Carrín y L. Rocha.
Este equipo en el mismo año representaría a nuestro país en un torneo disputado en Brasil pero además tendría la gratísima noticia de la convocatoria a la selección nacional de Roberto Carrín.
Y Roberto Carrín jugó los mundiales de 1974 en Lisboa ocupando Argentina el tercer Puesto y volvió a ser convocado en 1976 para el mundial de Oviedo en España donde fue subcampeón.
Desde su creación Quilmes fue protagonista de los torneos de la Asociación local y entonces gana los torneos de los años 1978, 1980, 1981, 1982, 1984, 1985, 1986, 1987, 1990 y 1992. La asociación organizó 17 campeonatos quedando en las vitrinas del club 10 veces el trofeo máximo.

### Automovilismo
Inicia su actividad automovilística el Club Quilmes en el año 1950 con la organización en forma conjunta con el Moto Club de Tres Arroyos, de dos pruebas mecánicas en pista con el mayor éxito y que fueron precursoras del Primer Premio de TC del año 1951.
Pruebas que fueron el punto de partida de una larga serie de exitosas realizaciones que contaron con el apoyo y simpatía unánime de autoridades y público.
La primera prueba de TC disputada el 16 de septiembre de 1951 en un circuito mixto de asfalto y tierra de 193 km que los competidores debieron cubrir en cuatro oportunidades para totalizar 772 km fue ganada por Javier Roldán a un promedio de 138km por hora.
Fue el mojón inicial de un brillante historial del automovilismo.
Ante la imposibilidad legal de seguir haciendo automovilismo en rutas abiertas, en 1985 un grupo de asociados encabezados por Polin Novales, comenzó tratativas para hacer un circuito semipermanente en San Francisco de Bellocq.
En 1990 el club Quilmes fue socio fundador de la asociación Regional de Motociclismo de la Provincia de Buenos Aires y afiliado miembro al consejo de la federación número 3 de automovilismo del sudeste de la Provincia de Buenos Aires.
En 1992, precisamente 12 y 13 de diciembre la Subcomisión organizó la competencia final del campeonato Argentino de Safari.
En 1993 se incursionó en la organización de pruebas de regularidad que tuvo récord de inscriptos para ese año y se continuó con pruebas de motos en esta oportunidad en especialidad enduro y cuatriciclos llevándose a cabo una en Claromecó y otra en Orense (Buenos Aires) con singular éxito.
Los días 15 y 16 de septiembre de 2001 y con motivo de la celebración del 50 aniversario de la primera carrera de TC disputada bajo la organización del club se llevó a cabo una muestra de fotos alusivas y autos de competición entre los que se destacaba la cupe de los hnos. Emiliozzi “La Galera”.

### Bochas
Este deporte nació en el año 1954 construyéndose una cancha sobre calle sarratea en el terreno de la actual sede. Algunos de los jugadores que representaron en aquellas épocas a Quilmes eran Orlando Almirón, José Pérez y su hijo. Otros jugadores de aquella época San Román, Unsua y Vicente Jaureguibehere. El progreso de la institución derivó en el desarme de la cancha ya que en el mismo lugar que ocupó esta cancha debía erigirse la actual sede social.
En la presidencia de José Luís Murillas ya en los 80 un grupo de socios (Aid, Arenas, Giannini, Ascorti, Rosas, Casariego, Vega, H. Jaureguibehere), y muchos otros que colaboraron, agarraron la baratea para sacar piedras y de esa forma hacer nuevamente la cancha, ahora en terrenos del Complejo.
Fue en 1983 que se inauguró la cancha número 1 con un almuerzo al aire libre.
Con el paso de los años y con el entusiasmo por usar la cancha en alza, un grupo de socios comandados por D. Morcillo, O. Sanguinetti, O. Arenas, Camuso se propuso hacer el tinglado y del deseo pasaron al hecho.
De esa forma la cancha ya no era al aire libre, había quedado enmarcada bajo techo y totalmente cerrada.
El auge no caía y fue necesario hacer la cancha N.º 2, nuevamente se autoconvocaron los bochófilos y de esa manera se logra inaugurar la segunda cancha.
El jugador más destacado fue Humberto Jaureguibehere, un apasionado de las bochas, muy ligado a Quilmes, por estar presente en los dos momentos en los que se practicó este deporte en la institución, es decir, allá por el 54 y hasta la decisión de paralizar la actividad momentáneamente y en la actualidad desde la construcción de las canchas en el Complejo.

### Pesca
En 1999 se organizaron las 8 h de pesca variada en Claromecó y se convirtieron en un clásico de los veranos en el mes de febrero. Año tras año se suma a la propuesta turística-deportiva de las playas tresarroyenses por lo que ya el evento cuenta con la denominación de Interés Municipal.

### Tenis
Es el tenis la última actividad que ha adoptado Quilmes y es precisamente en la actualidad una disciplina que le da un digno movimiento al complejo.